# فكتور جوسيف
فكتور جوسيف (بالإنجليزية: Viktor Gusev)‏ (و. 1909 – 1944 م) هو شاعر، وكاتب مسرحي، وكاتب سيناريو، ومترجم، وكاتب سوفيتي، ولد في موسكو، توفي في موسكو، عن عمر يناهز 35 عاماً.

## التعليم
تعلم في المعهد العالي للآداب والفنون ‏، وجامعة موسكو الحكومية.

## جوائز
حصل على جوائز منها:
- جائزة الاتحاد السوفيتي الحكومية
- وسام شارة الشرف.

## روابط خارجية
- فكتور جوسيف على موقع IMDb (الإنجليزية)
- فكتور جوسيف على موقع ميوزك برينز (الإنجليزية)
- فكتور جوسيف على موقع قاعدة بيانات الفيلم (الإنجليزية)